# Richia perotensis
Richia perotensis är en fjärilsart som beskrevs av William Schaus 1898. Richia perotensis ingår i släktet Richia och familjen nattflyn. Inga underarter finns listade.